# Heinrich Klein (Sänger)
Heinrich Klein, Pseudonym: Cornelli, (* 12. Dezember 1845 in Szathmar, Ungarn; † 8. Februar 1933 in Berlin) war ein deutscher Opernsänger und Intendant.

## Leben und Wirken
Nach dem Schulbesuch nahm er in Wien und Pest eine Ausbildung zum Operettentenor auf. Sein erstes Engagement hatte er 1869 in Berlin, wechselte später nach Hamburg, Frankfurt am Main, Graz, Hannover und München. Von 1880 bis 1882 war Klein als Direktor in Linz an der Donau, von 1886 bis 1887 am Residenztheater in Dresden und 1887 bis 1890 am Friedrich-Wilhelmstädtischen Theater in Berlin tätig. Hauptrollen spielte er u. a. in Das Spitzentuch der Königin und Die schöne Galathee.

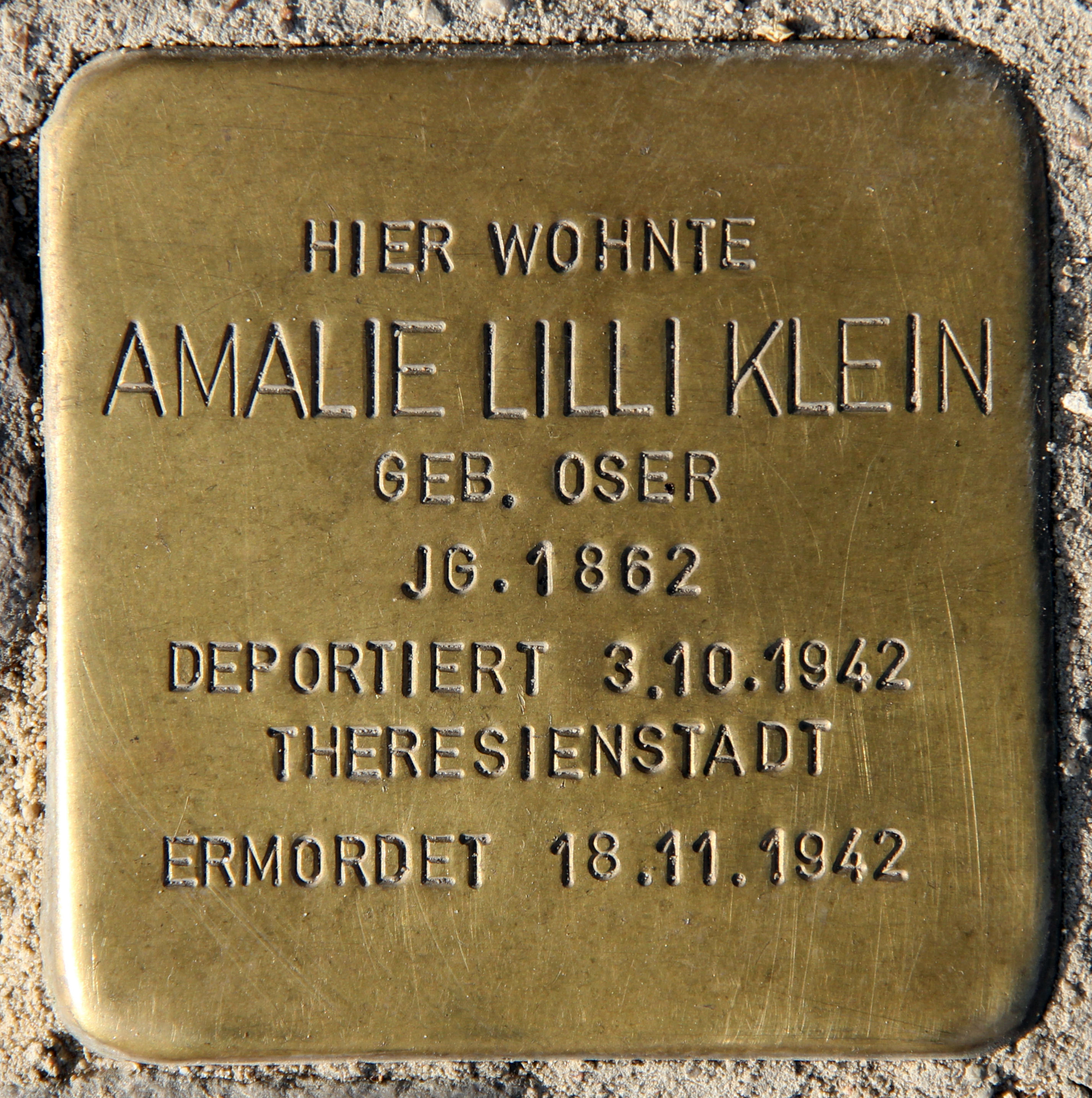
Stolperstein Amalie Lilli Klein, Kantstr. 129, Berlin

Anfang der 1900er Jahre unterhielt er eine Theateragentur unter dem Namen Cornelli-Klein. Laut der Sterbeurkunde war er auch als Filmschauspieler tätig.
Klein starb 1933 im Alter von 87 Jahren im damaligen Berliner Krankenhaus Westend (nun: DRK Kliniken Berlin Westend). Er war verheiratet mit Lilli geb. Oser.
Amalie „Lilli“ Oser (1862–1942) wurde als Tochter eines Kapellmeisters in Wien geboren und ließ sich später zur Konzertsängerin ausbilden. Sie wurde 1942 in das KZ Theresienstadt deportiert und starb dort wenige Wochen nach ihrer Ankunft. Mit Heinrich Klein hatte sie zwei Kinder. Alice (* 1896) wurde 1941 deportiert und starb ein Jahr später im Vernichtungslager Kulmhof. Der Sohn Benno (1889–1976) wurde Zahnarzt und konnte – relativ geschützt durch eine Mischehe – den Krieg überleben.